# Brian Rowe
Brian Michael Rowe (Chicago, Illinois, Estados Unidos; 16 de noviembre de 1988) es un exfutbolista estadounidense. Jugaba de portero.

## Trayectoria

### Inicios
Rowe jugó al soccer universitario para la UCLA entre 2007 y 2011. En sus dos últimas temporadas jugó 44 partidos y registró 20 arcos en cero para su equipo. En estos años jugó para el Ventura County Fusion de la USL PDL.
Fue seleccionado por el Chivas USA en el puesto 24 del SupeDraft de la MLS 2012, sin embargo Rowe no firmó contrato con el club.

### Toronto FC
El 24 de marzo de 2012 fichó por el Toronto FC como portero de emergencia. Fue liberado del club el 10 de abril luego del fichaje de Quillan Roberts. Ese año además formó parte del Portland Timbers y del Philadelphia Union como portero de emergencia.

### LA Galaxy
El 13 de julio de 2012 fichó por LA Galaxy de la MLS. Debutó con los Galaxy el 27 de abril de 2013 contra el Real Salt Lake. El partido terminó con victoria para Los Ángeles por 2-0.

### Vancouver Whitecaps
El 15 de diciembre de 2017 fue intercambiado al Vancouver Whitecaps FC a cambio de la selección de la segunda ronda del SuperDraft de la MLS 2018. Jugó 10 encuentros para el equipo canadiense esa temporada y fue liberado al término de la misma.

### Orlando City
Luego de pasar a prueba en la pretemporada, Rowe fichó por el Orlando City el 22 de febrero de 2019. Debutó en Orlando en el primer partido de la temporada contra el New York City FC, encuentro que terminó en empate 2-2 en casa.
Anunció su retiro el 25 de mayo de 2021.

## Selección nacional
En enero de 2017 fue citado para formar parte de la selección de Estados Unidos.

## Estadísticas
Actualizado al último partido disputado el 6 de octubre de 2019.
| LA Galaxy Estados Unidos                                                                     | 1.ª           | 2012          | 0   | 0 | 0 | 0 | 0 | 0 | 0   | 0 |
| LA Galaxy Estados Unidos                                                                     | 1.ª           | 2013          | 4   | 0 | 1 | 0 | 3 | 0 | 8   | 0 |
| LA Galaxy Estados Unidos                                                                     | 1.ª           | 2014          | 3   | 0 | 0 | 0 | - | - | 3   | 0 |
| LA Galaxy Estados Unidos                                                                     | 1.ª           | 2015          | 7   | 0 | 3 | 0 | 4 | 0 | 14  | 0 |
| LA Galaxy Estados Unidos                                                                     | 1.ª           | 2016          | 34  | 0 | 1 | 0 | - | - | 35  | 0 |
| LA Galaxy Estados Unidos                                                                     | 1.ª           | 2017          | 14  | 0 | 1 | 0 | - | - | 15  | 0 |
| LA Galaxy Estados Unidos                                                                     | Total club    | Total club    | 62  | 0 | 6 | 0 | 7 | 0 | 75  | 0 |
| LA Galaxy II Estados Unidos                                                                  | 2.ª           | 2014          | 5   | 0 | - | - | - | - | 5   | 0 |
| LA Galaxy II Estados Unidos                                                                  | 2.ª           | 2015          | 3   | 0 | - | - | - | - | 3   | 0 |
| LA Galaxy II Estados Unidos                                                                  | Total club    | Total club    | 8   | 0 | 0 | 0 | 0 | 0 | 8   | 0 |
| Vancouver Whitecaps Estados Unidos                                                           | 1.ª           | 2018          | 10  | 0 | 0 | 0 | - | - | 10  | 0 |
| Vancouver Whitecaps Estados Unidos                                                           | Total club    | Total club    | 10  | 0 | 0 | 0 | 0 | 0 | 10  | 0 |
| Orlando City Estados Unidos                                                                  | 1.ª           | 2019          | 32  | 0 | 0 | 0 | - | - | 32  | 0 |
| Orlando City Estados Unidos                                                                  | Total club    | Total club    | 32  | 0 | 0 | 0 | 0 | 0 | 32  | 0 |
| Total carrera                                                                                | Total carrera | Total carrera | 112 | 0 | 6 | 0 | 7 | 0 | 125 | 0 |
| (1) Incluye datos de la US Open Cup (2) Incluye datos de la Liga de Campeones de la Concacaf |               |               |     |   |   |   |   |   |     |   |

## Palmarés

### Títulos nacionales
| Título   | Club      | País           | Año  |
| -------- | --------- | -------------- | ---- |
| Copa MLS | LA Galaxy | Estados Unidos | 2014 |